# Agios Ioannis Rentis
Agios Ioannis Rentis är en ort i Grekland.   Den ligger i prefekturen Nomós Piraiós och regionen Attika, i den sydöstra delen av landet, i huvudstaden Aten. Agios Ioannis Rentis ligger 13 meter över havet och antalet invånare är 16 050.
Terrängen runt Agios Ioannis Rentis är kuperad norrut, men söderut är den platt. Havet är nära Agios Ioannis Rentis åt sydväst.Runt Agios Ioannis Rentis är det mycket tätbefolkat, med 6 472 invånare per kvadratkilometer. Närmaste större samhälle är Aten, 4,8 km öster om Agios Ioannis Rentis. Runt Agios Ioannis Rentis är det i huvudsak tätbebyggt.